# Jesenov Vrt
Jesenov Vrt este o localitate din comuna Kostel, Slovenia.